# Eurysternus parallelus
Eurysternus parallelus là một loài bọ cánh cứng trong họ Bọ hung (Scarabaeidae).